# صلبان الجنوب
سرب الاستعراض الجوي صلبان الجنوب (بالإسباني:Escuadrilla Acrobática Cruz del Sur، إسكوادريلا أكروباتيكا كروز دل سور) هو فريق القوات الجوية الأرجنتينية للاستعراض الجوي. يستخدم الفريق 7 طائرات سوخوي اس يو-29 للاستعراض. يستقر الفريق بمدينة ميندوزا مع الفيلق الجوي الرابع. أما طياري الفريق فينحدرون من سلاح الجو الأرجنتيني.

## وصلات خارجية
- الموقع الرسمي لسرب الاستعراض الجوي صلبان الجنوب (بالإسبانية)